# Leidumi
Leidumi – wieś na Łotwie, w krainie Łatgalia, w novadsie Balvi. Według danych na rok 2007, w miejscowości mieszkało 5 osób.